# Góry Diamentowe
Góry Diamentowe (kor. 금강산, Kŭmgang-san) – pasmo górskie w Korei Północnej, część Gór Wschodniokoreańskich.
Pasmo rozciąga się na długości ok. 80 km. Najwyższy szczyt ma wysokość 1638 m n.p.m. Zbudowane głównie z granitów. W górach znajdują się złoża wolframu, molibdenu, niklu, miedzi i rudy żelaza. Stoki porośnięte lasami dębowymi i mieszanymi. W górach występuje duża liczba wodospadów.
Góry Diamentowe podzielone są na trzy części: wewnętrzną, zewnętrzną i przybrzeżną. Każda o innych cechach geologicznych i topograficznych. W części wewnętrznej występują zróżnicowane formy formacji skalnych: w zewnętrznej przeważają wysokie szczyty i wodospady, w nadmorskiej – laguny i filary kamienne.
W górach znajduje się wiele klasztorów buddyjskich, w większości zniszczonych, jak klasztory: Mahayon, Yangansa, Podok, Pulji, Sambul. Przez południowy skraj gór biegnie linia demarkacyjna, oddzielająca oba koreańskie państwa.

## Turystyka
Góry Diamentowe uznawane są za jedno z piękniejszych miejsc w Korei Północnej ze względu na ciekawe kształty wzniesień skalnych, ukształtowanych w wyniku erozji, oraz liczne wodospady i jeziora.
Inne atrakcje turystyczne, to: skały Manmulsang, brama Kŭmgang, laguna Samil, wzgórze Piro, skała Myongyong, wąwóz Baektap, staw Kuryong, baseny Upper Pal, wzgórze Sujong, wąwóz Ongnyu, strumień Hanha, wodospady Sibi, zamek Jongyang.
Uwiecznione zostały na wielu dawnych wizerunkach tuszem na jedwabiu. W górach kręcono także filmy, m.in. w 2008 „Zaczarowaną górę”.
Dla turystów działa od 1998 roku tzw. Strefa Turystyczna kilkukrotnie zamykana w wyniku incydentów z udziałem wojska.
Park Narodowy Gór Diamentowych z wyznaczonymi trasami dla turystów wiedzie do wodospadu Kuryong oraz na szczyt Sangpaldam, a także przez most linowy nad jednym z jezior.

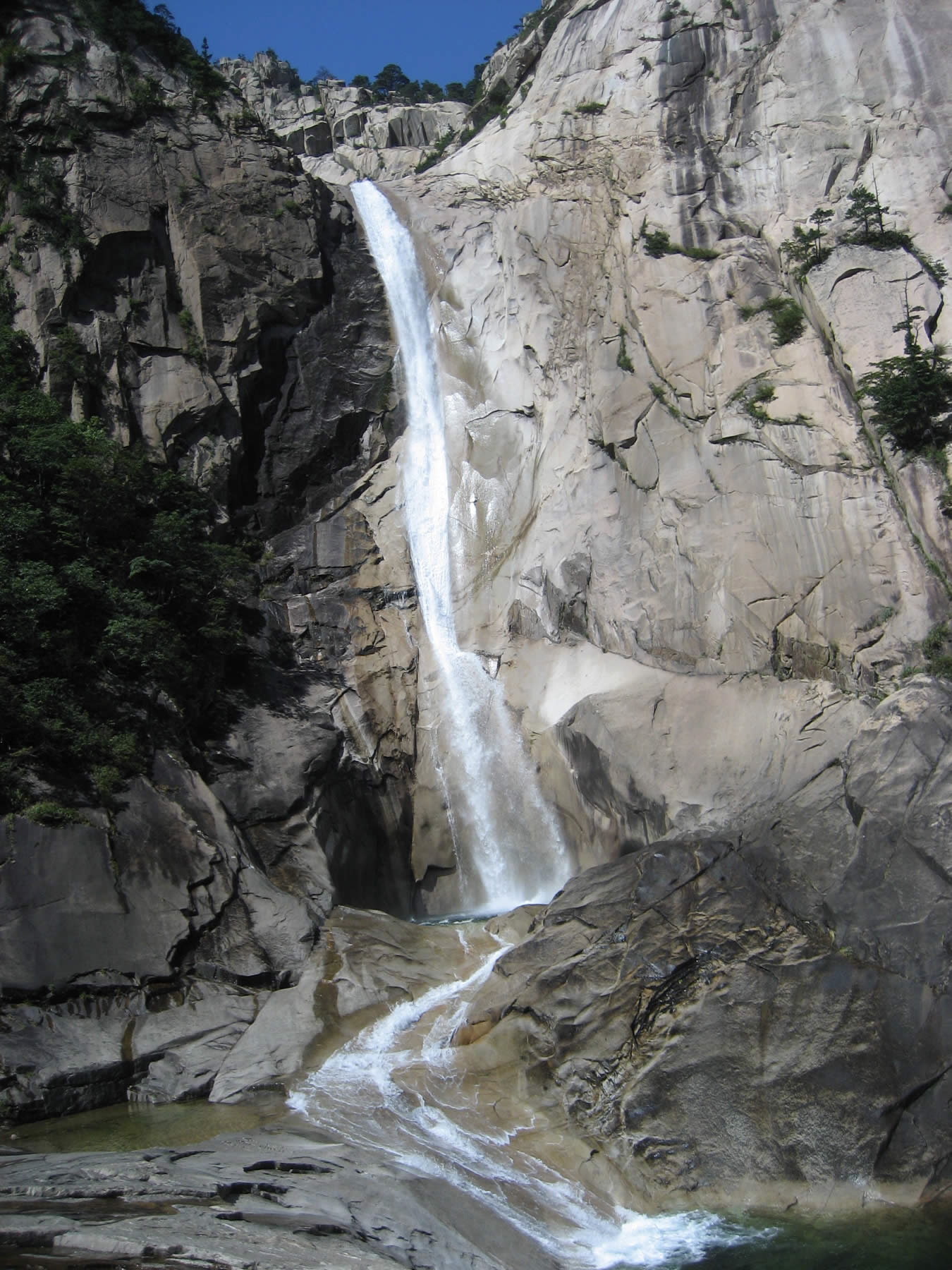
Wodospad Kuryong
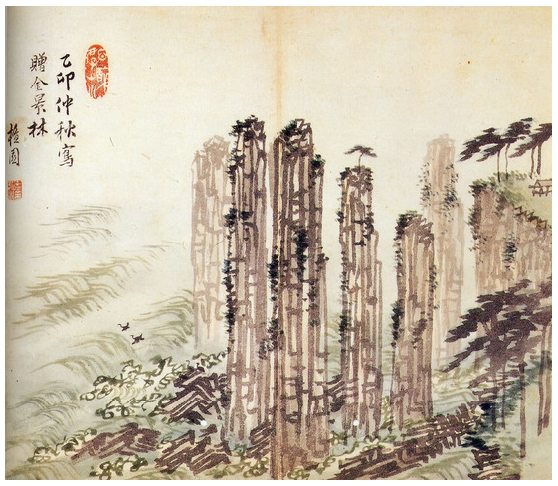
Kim Hong-do, Kumgang (tusz na jedwabiu), ok. 1788
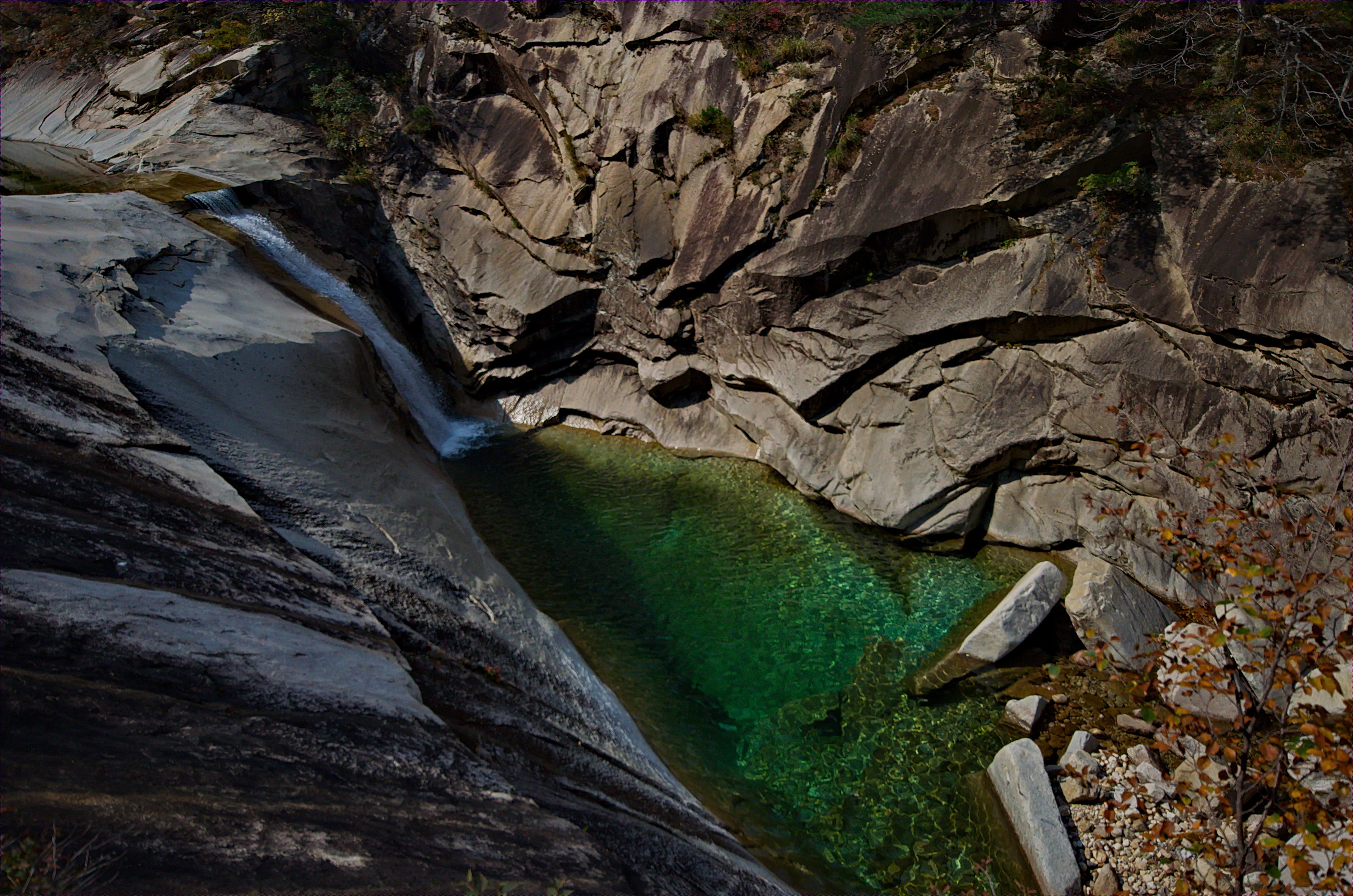
Strumień w górach Kumgang, fot. Uwe Brodrecht
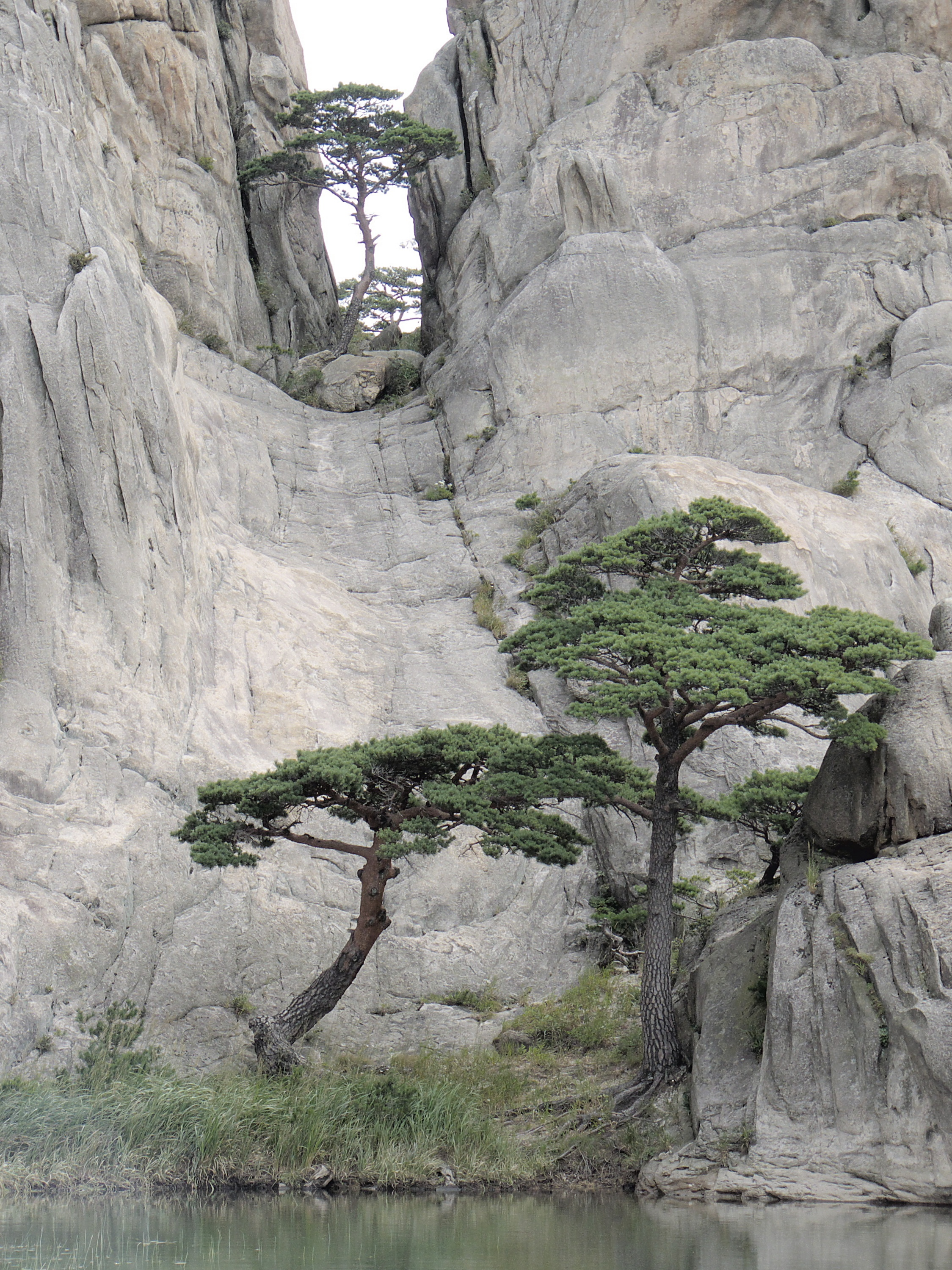
Pinus densiflora w Górach Diamentowych